# Musée Adam Mickiewicz
Musée Adam Mickiewicz je muzeum v Paříži, které je věnováno životu a dílu polského básníka Adama Mickiewicze (1798–1855) žijícího ve Francii. Muzeum se nachází na nábřeží Quai d'Orléans č. 6 a je spravováno Polskou knihovnou v Paříži.

## Historie
Muzeum založil v sídle knihovny v roce 1903 básníkův syn Ladislas Mickiewicz.

## Sbírky
Muzeum představuje dokumenty, které se vztahují k životu a dílu Adama Mickiewicze, např. kopie jeho křestního a úmrtního listu, kandidátní listiny na různé pozice, jeho jmenování profesorem na univerzitě v Lausanne a profesorem na Collège de France. Muzeum rovněž vlastní jeho rukopisy, včetně nedokončeného díla Dziady, Knihy národa polského a poutnictva polského nebo rukopis překladu Byronovy básně Džaur.